# Alsónemesapáti
Alsónemesapáti ist eine ungarische Gemeinde im Kreis Zalaegerszeg im Komitat Zala. Der Ort ist seit 1927 eine eigenständige Gemeinde, vorher gehörte er zu Nemesapáti.

## Geografische Lage
Alsónemesapáti liegt sieben Kilometer östlich der Kreisstadt Zalaegerszeg am Fluss Szévíz.
Nachbargemeinden im Umkreis von vier Kilometern sind Nemesapáti, Pethőhenye und Kisbucsa.

## Sehenswürdigkeiten
- Glockenturm, erbaut Anfang des 20. Jahrhunderts, mit einem Marienaltar
- Römisch-katholische Kirche Magyarok Nagyasszonya, erbaut 1987–1989

## Infrastruktur
Im Ort gibt es Kindergarten, Grundschule, Bücherei, Kulturhaus, hausärztlichen Dienst, Postamt, Lebensmittelladen, Bürgermeisteramt, eine Kirche sowie den Sportverein ATE und Sportplatz.

## Verkehr
Durch Alsónemesapáti verläuft die Landstraße Nr. 7354. Es bestehen Busverbindungen nach Nemesapáti, Kisbucsa, Zalaegerszeg und Zalaszentmihály. Zudem bestehen Bahnverbindungen nach Zalaegerszeg, Nagykanizsa und Szombathely.